# Arroyo Pando
El Arroyo Pando es un curso fluvial uruguayo que atraviesa el departamento de Canelones.
Nace en la Cuchilla Grande, pasa junto a la ciudad epónima de Pando y desemboca en el Río de la Plata, tras recorrer alrededor de 28 km. Sirve de límite entre Ciudad de la Costa y Neptunia.